# Ruhengeri (Muhoza)
Ruhengeri ist eine von vier Zellen (Verwaltungseinheiten 4. Ebene) im Sektor Muhoza des Distrikts Musanze in der Nordprovinz von Ruanda. Sie liegt im Stadtgebiet von Ruhengeri auf einer Höhe von etwa 1820 m. Nachbarzellen sind im Norden Cyabagarura, im Nordosten Rwebeya, im Osten Kigombe, im Südosten Mburabuturo, im Süden Cyivugiza, im Südwesten Songa, im Westen Birira und im Nordwesten Rwambogo. Die Nordgrenze der Zelle bildet die Nationalstraße 2 und die Ostgrenze die sie kreuzende Nationalstraße 17. Parallel zu letzterer fließt in Südrichtung der Rwebeya, der außerhalb des Verwaltungsgebiets in den Mukungwa mündet.
In Ruhengeri befindet sich der Verwaltungssitz des Distrikts Musanze.